# Aging & Mental Health
Aging & Mental Health es una revista científica mensual revisada por pares publicada por Routledge que cubre la investigación sobre la relación entre el proceso de envejecimiento y la salud mental . Los editores en jefe son Martin Orrell, Rebecca Allen y Terry Lum.

## Resumen e indexación
La revista está resumida e indexada en PubMed y Web of Science. Según Journal Citation Reports , la revista tiene un factor de impacto 2020 de 3.658. 

## Métricas de revista
2022
- Web of Science Group : 3.658
- Índice h de Google Scholar: 96
- Scopus: 3.45

En Google Académico (2023) clasifica a la revista en el decimonoveno  lugar en la categoría "Gerontología y Medicina Geriátrica"  con un índice h5 de 57